# TC交通
TC交通（ティーシーこうつう）は、愛知県豊田市に本社を置くイマノ産業株式会社が運営する貸切バス事業の営業上の名称。日本バス協会加盟。

## 沿革
- 2004年4月 - トヨタ中央自動車学校の貸切バス事業部として発足。三軒町を拠点にTC交通としてスタート。
- 2005年
  - 2月 - 藤岡営業所開設。
  - 12月 - 鴻ノ巣町営業所開設。
- 2006年9月 - グループ会社のイマノ産業に営業権譲渡。イマノ産業株式会社TC交通として稼働。鴻ノ巣町へ営業所開設。
- 2012年9月 - 鴻ノ巣営業所と藤岡営業所を統合、藤岡営業所にて営業開始。
- 2015年2月 - 旅行業新規登録、第三種旅行業務、愛知県知事登録旅行業第3-1381号
- 2016年
  - 4月 - 愛知県バス協会加入
  - 6月 - 会社役員・組織変更
    - 代表取締役会長: 今野泰孝
    - 取締役社長: 光岡正道
- 2017年9月 - 貸切バス事業者安全性評価認定制度一ツ星取得

## 主な運行業務
学校送迎（スクールバス）
杜若高校 - A～Hの8コースを運行(2019年～)。
トヨタ中央自動車学校 - 市内外複数の駅、高等学校、大学及び主に市内(隣接するみよし市にも数箇所ある)何百箇所のポイント～自動車学校間で運行。(同校のバスアポシステムに属する)
藤田医科大学 - 前後駅〜大学（病院には行かない）を結ぶ。
会社送迎
トヨタ自動車 - 豊栄交通からの受託路線。
- [通勤シャトル]本社 ～ 外山間各地域を結ぶ循環路線。
- 永覚 ～ 本社 ～ 外山、聖心 ～ 本社 ～ 外山間の各地域を結ぶ路線。
- 広瀬工場行直行便。

トヨタ紡織 - 浄水駅 ～ TB猿投を結ぶ直通便。
TTDC - 豊栄交通からの受託路線。梅坪～花本1号館を結ぶ通勤バス。
アイシン化工(業務終了済) - 工場と各地域を結ぶ通勤バス。運用する車両はアイシン化工保有。平成31年度終了。